# Wahlenbergia brehmeri
Wahlenbergia brehmeri är en klockväxtart som beskrevs av Thomas G. Lammers. Wahlenbergia brehmeri ingår i släktet Wahlenbergia och familjen klockväxter. Inga underarter finns listade i Catalogue of Life.